# 沃恩·博伦
沃恩·博伦（英語：Vaughan Bollen，？—），澳大利亚男子赛艇运动员。他曾代表澳大利亚参加1978年世界赛艇锦标赛，获得男子轻量级四人单桨无舵手铜牌。